# بوندس‌لیگا
بوندس‌لیگا (به آلمانی: Bundesliga) در واژه به معنای لیگ ملی به لیگ سراسری در آلمان گفته می‌شود که بالاترین سطح رقابت‌های باشگاهی در این کشور است. باشگاه بایرن مونیخ با داشتن(۳۳ عنوان قهرمانی (۳۴ قهرمانی در مجموع لیگ‌های آلمان) بهترین باشگاه تاریخ این رقابت‌هاست. در مجموع ۵۸ باشگاه دارای سابقه حضور در بوندس‌لیگا هستند. از دیگر قهرمانان این رقابت‌ها می‌توان به باشگاه‌های بروسیا دورتموند، مونشن‌گلادباخ، وردر برمن، هامبورگ، اشتوتگارت، کلن، کایزرسلاوترن، بایر لورکوزن، مونیخ ۱۸۶۰، وولفسبورگ، آینتراخت برانشوایگ و نورنبرگ اشاره کرد.
به دلیل اینکه سیستم دولت آلمان، دولتی فدرال است. تمامی فعالیت‌های اجتماعی عمومی تحت اداره اتحادیه‌ها انجام می‌شوند؛ بنابراین نام لیگ‌های ورزشی ملی این کشور، به نام لیگ فدرال شناخته می‌شوند. این موضوع در کشور اتریش نیز به همین شکل است. چرا که آنجا هم دولتی فدرال حاکم است و زبان رسمی اتریش نیز آلمانی می‌باشد. در کشور آلمان، هر ورزش یک لیگ سراسری ملی یا همان بوندس‌لیگا دارد. بوندس‌لیگا در فصل ۲۰۱۳–۲۰۱۲ رکورد میانگین ۴۵۵۰۰ هزار تماشاگر در هر مسابقه را برجای گذاشت که در بین تمامی لیگ‌های اروپا در جایگاه نخست قرار گرفت. رتبه بعدی در اختیار لیگ برتر انگلستان بود.
تمامی مسابقات بوندس‌لیگا در تمامی ورزش‌ها، به صورت حرفه‌ای و در سطح استانداردهای ملی برگزار می‌شوند. از نظر دسته‌بندی سطح تیمی، معمولاً رقابت‌های بوندس‌لیگا به دسته یک و دسته دو تقسیم می‌شوند. در فوتبال، بوندس‌لیگای یک در بالاترین سطح است. قهرمان بوندس‌لیگای یک، قهرمان کشور آلمان (به آلمانی: Deutscher Meister) محسوب می‌شود. بعد از بوندس‌لیگا ۱، بوندس‌لیگا ۲ قرار دارد.
تیم قهرمان بوندس‌لیگای یک، به همراه تیم دوم، سوم و چهارم به‌طور مستقیم به لیگ قهرمانان اروپا راه پیدا می‌کنند.
بوندس‌لیگا در سال ۱۹۶۲ در شهر دورتموند بنیان‌گذاری شد و اولین دوره مسابقات در سال ۱۹۶۳ برگزار شد. در بوندس‌لیگا، ۱۸ تیم فوتبال سطح اول آلمان به‌مدت یکسال باهم به رقابت می‌پردازند.
الکساندر نوری بازیکن ایرانی الاصل نخستین فرد ایرانی بود که به‌عنوان سرمربی در بوندس‌لیگا به فعالیت پرداخت.

## لیگ فوتبال
دسته‌های بعدی دیگر جزو بوندس‌لیگا بشمار نمی‌روند چرا که آن‌ها در سطح ملی انجام نمی‌شوند. دسته‌های بعدی در سطح منطقه‌ای (regional) برگزار می‌شوند و به آن‌ها لیگ‌های «رجیونال» گفته می‌شود.
نوع انجام بازی در بوندس‌لیگا دقیقاً از نوع بازی در لیگ پیروی می‌کند؛ یعنی هر تیم با تیم دیگر در دو بازی رفت و برگشت (در خانه و بیرون از خانه) رقابت می‌کند. در یک لیگ همه تیم‌ها می‌بایست با تمام تیم‌های دیگر دو بار بازی کنند. در آلمان، نام بوندس‌لیگا یادآور بوندس‌لیگای فوتبال این کشور است؛ بدین شکل وقتی نام بوندس‌لیگا بیان می‌شود، همه پیش فرض را بر این قرار می‌دهند که منظور رقابت‌های سراسری فوتبال این کشور است. که این به دلیل اهمیت و علاقه آلمانی‌ها به ورزش فوتبال است.

## تاریخچه بوندس‌لیگای فوتبال
اتحادیه فوتبال آلمان (به آلمانی: Deutscher Fussball-Bund) که بنام مخفف DFB شناخته می‌شود، در بیست و هشتم ژوئیه ۱۹۶۲ تصمیم بر این گرفت که بازی‌های سراسری فوتبال آلمان را تحت لیگی با عنوان Bundesliga برگزار کند. بدین ترتیب، بنیان‌گذاری این لیگ معتبر را می‌توان ۲۸ ژوئیه ۱۹۶۲ بشمار برد. اولین فصل بوندس‌لیگا فصل ۱۹۶۳ و ۱۹۶۴ بازی شد.
قبل از بنیان‌گذاری بوندس‌لیگا، در سال ۱۹۳۲ فلیکس لینمان رئیس سابق اتحادیه فوتبال آلمان (DFB) لیگ حرفه‌ای (آلمانی: Profiliga) فوتبال آلمان را تحت نام «لیگ شاهنشاهی» یا «لیگ سلطنتی» (به آلمانی: Reichliga) بنیان‌گذاری کرد. در این لیگ فقط بهترین باشگاه‌های فوتبال آلمان می‌توانستند بازی کنند. اما این لیگ مورد قبول برخی از باشگاه‌های محلی نبود چرا که با شرایط موجود، این باشگاه‌ها نمی‌توانستند در آن شرکت کنند.
تا اینکه در در تابستان ۱۹۶۲ بعد از اینکه تیم ملی آلمان در یک چهارم پایانی جام جهانی شیلی حذف شد، هرمن نویبرگر که بعداً رئیس اتحادیه فوتبال آلمان شد، پیشنهادی برای بازسازی و ایجاد ساختاری جدید برای فوتبال و لیگ آلمان کرد. در ۲۸ ژوئیه همان سال، DFB در شهر دورتموند تشکیل جلسه داد و تصمیم بر آن گرفت که فصل ۶۴–۱۹۶۳ را تحت سیستم لیگ حرفه‌ای بوندس‌لیگا به اجرا درآورد.

## قهرمانان آلمان از ۱۹۰۳
در طول تاریخ مسابقات قهرمانی فوتبال آلمان و بوندس‌لیگا، ۳۰ باشگاه مختلف این عنوان را کسب کرده‌اند. موفق‌ترین باشگاه تاریخ این رقابت‌ها بایرن مونیخ با ۳۳ عنوان قهرمانی است که ۳۲ مورد از آنها در رقابت‌های بوندسلیگا به دست آمده است. همچنین باشگاه نورنبرگ هشت عنوان قهرمانی را در دوره مسابقات قهرمانی فوتبال آلمان (پیش از بوندس‌لیگا) در میان قهرمانان لیگ‌های منطقه‌ای به دست آورده است و از این حیث رکورد دار است.
قهرمانان سابق آلمان از طریق سیستم بوندس‌لیگا به رسمیت شناخته می‌شوند که اجازه نمایش ستاره یا ستاره‌ها را بر روی پیراهن یک باشگاه می‌دهد. این سیستم امکان شناسایی عناوین آلمان غربی و آلمان شرقی را فراهم می‌کند، اگرچه فقط عناوین آلمان متحد و آلمان غربی در جدول زیر فهرست شده‌اند.
باشگاه‌هایی که با حروف برجسته نمایش داده می‌شوند در حال حاضر در بوندس‌لیگا بازی می‌کنند.

### عملکرد باشگاه‌ها
تا تاریخ ۵ می ۲۰۲۵
| باشگاه              | قهرمانی | نایب قهرمانی | سال‌های قهرمانی | سال‌های نایب قهرمانی                                                                         |
| ------------------- | ------- | ------------ | --- | ------------------------------------------------------------------------------------------- |
| بایرن مونیخ         | ۳۴      | ۱۰           | ۱۹۳۲, ۱۹۶۸–۶۹, ۱۹۷۱–۷۲, ۱۹۷۲–۷۳, ۱۹۷۳–۷۴, ۱۹۷۹–۸۰, ۱۹۸۰–۸۱, ۱۹۸۴–۸۵, ۱۹۸۵–۸۶, ۱۹۸۶–۸۷, ۱۹۸۸–۸۹, ۱۹۸۹–۹۰, ۱۹۹۳–۹۴, ۱۹۹۶–۹۷, ۱۹۹۸–۹۹, ۱۹۹۹–۲۰۰۰, ۲۰۰۰–۰۱, ۲۰۰۲–۰۳, ۲۰۰۴–۰۵, ۲۰۰۵–۰۶, ۲۰۰۷–۰۸, ۲۰۰۹–۱۰, ۲۰۱۲–۱۳, ۲۰۱۳–۱۴, ۲۰۱۴–۱۵, ۲۰۱۵–۱۶, ۲۰۱۶–۱۷, ۲۰۱۷–۱۸, ۲۰۱۸–۱۹, ۲۰۱۹–۲۰, ۲۰۲۰–۲۱, ۲۰۲۱–۲۲, ۲۰۲۲–۲۳, ۲۰۲۴–۲۵ | ۱۹۶۹–۷۰, ۱۹۷۰–۷۱, ۱۹۸۷–۸۸, ۱۹۹۰–۹۱, ۱۹۹۲–۹۳, ۱۹۹۵–۹۶, ۱۹۹۷–۹۸, ۲۰۰۳–۰۴, ۲۰۰۸–۰۹, ۲۰۱۱–۱۲    |
| نورنبرگ             | ۹       | ۳            | ۱۹۲۰, ۱۹۲۱, ۱۹۲۴, ۱۹۲۵, ۱۹۲۷, ۱۹۳۶, ۱۹۴۸, ۱۹۶۱, ۱۹۶۷–۶۸ | ۱۹۳۴, ۱۹۳۷, ۱۹۶۲                                                                            |
| بروسیا دورتموند     | ۸       | ۱۱           | ۱۹۵۶, ۱۹۵۷, ۱۹۶۳, ۱۹۹۴–۹۵, ۱۹۹۵–۹۶, ۲۰۰۱–۰۲, ۲۰۱۰–۱۱, ۲۰۱۱–۱۲ | ۱۹۴۹, ۱۹۶۱, ۱۹۶۵–۶۶, ۱۹۹۱–۹۲, ۲۰۱۲–۱۳, ۲۰۱۳–۱۴, ۲۰۱۵–۱۶, ۲۰۱۸–۱۹, ۲۰۱۹–۲۰, ۲۰۲۱–۲۲, ۲۰۲۲–۲۳ |
| شالکه ۰۴            | ۷       | ۱۰           | ۱۹۳۴, ۱۹۳۵, ۱۹۳۷, ۱۹۳۹, ۱۹۴۰, ۱۹۴۲, ۱۹۵۸ | ۱۹۳۳, ۱۹۳۸, ۱۹۴۱, ۱۹۷۱–۷۲, ۱۹۷۶–۷۷, ۲۰۰۰–۰۱, ۲۰۰۴–۰۵, ۲۰۰۶–۰۷, ۲۰۰۹–۱۰, ۲۰۱۷–۱۸             |
| هامبورگ             | ۶       | ۸            | ۱۹۲۳, ۱۹۲۸, ۱۹۶۰, ۱۹۷۸–۷۹, ۱۹۸۱–۸۲, ۱۹۸۲–۸۳ | ۱۹۲۴, ۱۹۵۷, ۱۹۵۸, ۱۹۷۵–۷۶, ۱۹۷۹–۸۰, ۱۹۸۰–۸۱, ۱۹۸۳–۸۴, ۱۹۸۶–۸۷                               |
| اشتوتگارت           | ۵       | ۴            | ۱۹۵۰, ۱۹۵۲, ۱۹۸۳–۸۴, ۱۹۹۱–۹۲, ۲۰۰۶–۰۷ | ۱۹۳۵, ۱۹۵۳, ۱۹۷۸–۷۹, ۲۰۰۲–۰۳، ۲۴–۲۰۲۳                                                       |
| بروسیا مونشن‌گلادباخ | ۵       | ۲            | ۱۹۶۹–۷۰, ۱۹۷۰–۷۱, ۱۹۷۴–۷۵, ۱۹۷۵–۷۶, ۱۹۷۶–۷۷ | ۱۹۷۳–۷۴, ۱۹۷۷–۷۸                                                                            |
| وردر برمن           | ۴       | ۷            | ۱۹۶۴–۶۵, ۱۹۸۷–۸۸, ۱۹۹۲–۹۳, ۲۰۰۳–۰۴ | ۱۹۶۷–۶۸, ۱۹۸۲–۸۳, ۱۹۸۴–۸۵, ۱۹۸۵–۸۶, ۱۹۹۴–۹۵, ۲۰۰۵–۰۶, ۲۰۰۷–۰۸                               |
| کایزرسلاوترن        | ۴       | ۴            | ۱۹۵۱, ۱۹۵۳, ۱۹۹۰–۹۱, ۱۹۹۷–۹۸ | ۱۹۴۸, ۱۹۵۴, ۱۹۵۵, ۱۹۹۳–۹۴                                                                   |
| کلن                 | ۳       | ۷            | ۱۹۶۲, ۱۹۶۳–۶۴, ۱۹۷۷–۷۸ | ۱۹۶۰, ۱۹۶۳, ۱۹۶۴–۶۵, ۱۹۷۲–۷۳, ۱۹۸۱–۸۲, ۱۹۸۸–۸۹, ۱۹۸۹–۹۰                                     |
| لوکوموتیو لایپزیگ   | ۳       | ۲            | ۱۹۰۳, ۱۹۰۶, ۱۹۱۳ | ۱۹۱۱, ۱۹۱۴                                                                                  |
| گروتر فورث          | ۳       | ۱            | ۱۹۱۴, ۱۹۲۶, ۱۹۲۹ | ۱۹۲۰                                                                                        |
| هرتابرلین           | ۲       | ۵            | ۱۹۳۰, ۱۹۳۱ | ۱۹۲۶, ۱۹۲۷, ۱۹۲۸, ۱۹۲۹, ۱۹۷۴–۷۵                                                             |
| ویکتوریا ۱۸۸۹ برلین | ۲       | ۲            | ۱۹۰۸, ۱۹۱۱ | ۱۹۰۷, ۱۹۰۹                                                                                  |
| درسدنر              | ۲       | ۱            | ۱۹۴۳, ۱۹۴۴ | ۱۹۴۰                                                                                        |
| هانوفر ۹۶           | ۲       | —            | ۱۹۳۸, ۱۹۵۴ |                                                                                             |
| بایر لورکوزن        | ۱       | ۶            | ۲۰۲۳–۲۴ | ۱۹۹۶–۹۷, ۱۹۹۸–۹۹, ۱۹۹۹–۲۰۰۰, ۲۰۰۱–۰۲, ۲۰۱۰–۱۱, ۲۰۲۴–۲۵                                      |
| کارلسروهه اف‌وی      | ۱       | ۲            | ۱۹۱۰ | ۱۹۰۵, ۱۹۱۲                                                                                  |
| هولشتاین کیل        | ۱       | ۲            | ۱۹۱۲ | ۱۹۱۰, ۱۹۳۰                                                                                  |
| مونیخ ۱۸۶۰          | ۱       | ۲            | ۱۹۶۵–۶۶ | ۱۹۳۱, ۱۹۶۶–۶۷                                                                               |
| بلاو-وایس ۹۰ برلین  | ۱       | ۱            | ۱۹۰۵ | ۱۹۲۱                                                                                        |
| کارلسروهه           | ۱       | ۱            | ۱۹۰۹ | ۱۹۵۶                                                                                        |
| دوسلدورف            | ۱       | ۱            | ۱۹۳۳ | ۱۹۳۶                                                                                        |
| آینتراخت فرانکفورت  | ۱       | ۱            | ۱۹۵۹ | ۱۹۳۲                                                                                        |
| وولفسبورگ           | ۱       | ۱            | ۲۰۰۸–۰۹ | ۲۰۱۴–۱۵                                                                                     |
| فرایبورگر           | ۱       | —            | ۱۹۰۷ |                                                                                             |
| راپید وین           | ۱       | —            | ۱۹۴۱ |                                                                                             |
| مانهایم             | ۱       | —            | ۱۹۴۹ |                                                                                             |
| روت‌وایس اسن         | ۱       | —            | ۱۹۵۵ |                                                                                             |
| آینتراخت برانشوایگ  | ۱       | —            | ۱۹۶۶–۶۷ |                                                                                             |
| زاربروکن            | —       | ۲            | | ۱۹۴۳, ۱۹۵۲                                                                                  |
| کیکرز اوفنباخ       | —       | ۲            | | ۱۹۵۰, ۱۹۵۹                                                                                  |
| لایپزیگ             | —       | ۲            | | ۲۰۱۶–۱۷, ۲۰۲۰–۲۱                                                                            |
| Deutscher FC Prag   | —       | ۱            | | ۱۹۰۳                                                                                        |
| 1. CfR Pforzheim    | —       | ۱            | | ۱۹۰۶                                                                                        |
| Stuttgarter Kickers | —       | ۱            | | ۱۹۰۸                                                                                        |
| Duisburger SpV      | —       | ۱            | | ۱۹۱۳                                                                                        |
| یونیون برلین        | —       | ۱            | | ۱۹۲۳                                                                                        |
| اف‌اس‌وی فرانکفورت    | —       | ۱            | | ۱۹۲۵                                                                                        |
| آدمیرا واکر مودلینگ | —       | ۱            | | ۱۹۳۹                                                                                        |
| فرست ویینا          | —       | ۱            | | ۱۹۴۲                                                                                        |
| LSV Hamburg         | —       | ۱            | | ۱۹۴۴                                                                                        |
| پروسیا مونستر       | —       | ۱            | | ۱۹۵۱                                                                                        |
| دویسبورگ            | —       | ۱            | | ۱۹۶۳–۶۴                                                                                     |
| آلمانیا آخن         | —       | ۱            | | ۱۹۶۸–۶۹                                                                                     |

یادداشت:
- در فینال سال ۱۹۰۴ وی‌اف‌بی لایپزیگ باید با برلینر تی‌یواف‌سی روبرو می‌شد، اما هیچ فینالی برگزار نشد.
- مسابقات قهرمانی فوتبال آلمان از سال ۱۹۱۵ تا ۱۹۱۹ به دلیل جنگ جهانی اول برگزار نشد.
- فینال سال ۱۹۲۲ بین هامبورگ و نورنبرگ با نتیجه ۲–۲ به پایان رسید. این مسابقه به دلیل تاریکی هوا پس از ۱۸۹ دقیقه بازی نیمه تمام ماند. بازی مجدد با نتیجه ۱–۱ به پایان رسید و داور بازی را در وقت اضافه لغو کرد زیرا برای باشگاه نورنبرگ تنها ۷ بازیکن در بازی باقی مانده بود. هامبورگ عنوان قهرمانی را دریافت کرد اما بعداً آن را رد کرد.
- مسابقات قهرمانی فوتبال آلمان از سال ۱۹۴۵ تا ۱۹۴۷ به دلیل جنگ جهانی دوم و پیامدهای آن برگزار نشد.
- باشگاه وی‌اف‌بی لایپزیگ اکنون با نام لوکوموتیو لایپزیگ شناخته می‌شود.
- زمانی که راپید وین در سال ۱۹۴۱ قهرمان شد، وین بخشی از آلمان بود.

## قهرمانان بوندس‌لیگا از ۱۹۶۳
در طول تاریخ مسابقات بوندس‌لیگا، ۱۳ باشگاه مختلف این عنوان را کسب کرده‌اند. موفق‌ترین باشگاه تاریخ این رقابت‌ها بایرن مونیخ با ۳۲ عنوان قهرمانی است.
باشگاه‌هایی که با حروف برجسته نمایش داده می‌شوند در حال حاضر در بوندس‌لیگا بازی می‌کنند.

### عملکرد باشگاه‌ها
تا تاریخ ۱۵ آوریل ۲۰۲۴
| باشگاه              | قهرمانی | نایب قهرمانی | سال‌های قهرمانی | سال‌های نایب قهرمانی                                                                      |
| ------------------- | ------- | ------------ | --- | ---------------------------------------------------------------------------------------- |
| بایرن مونیخ         | ۳۳      | ۱۰           | ۱۹۶۸–۶۹, ۱۹۷۱–۷۲, ۱۹۷۲–۷۳, ۱۹۷۳–۷۴, ۱۹۷۹–۸۰, ۱۹۸۰–۸۱, ۱۹۸۴–۸۵, ۱۹۸۵–۸۶, ۱۹۸۶–۸۷, ۱۹۸۸–۸۹, ۱۹۸۹–۹۰, ۱۹۹۳–۹۴, ۱۹۹۶–۹۷, ۱۹۹۸–۹۹, ۱۹۹۹–۲۰۰۰, ۲۰۰۰–۰۱, ۲۰۰۲–۰۳, ۲۰۰۴–۰۵, ۲۰۰۵–۰۶, ۲۰۰۷–۰۸, ۲۰۰۹–۱۰, ۲۰۱۲–۱۳, ۲۰۱۳–۱۴, ۲۰۱۴–۱۵, ۲۰۱۵–۱۶, ۲۰۱۶–۱۷, ۲۰۱۷–۱۸, ۲۰۱۸–۱۹, ۲۰۱۹–۲۰, ۲۰۲۰–۲۱, ۲۰۲۱–۲۲, ۲۰۲۲–۲۳, ۲۰۲۴–۲۵ | ۱۹۶۹–۷۰, ۱۹۷۰–۷۱, ۱۹۸۷–۸۸, ۱۹۹۰–۹۱, ۱۹۹۲–۹۳, ۱۹۹۵–۹۶, ۱۹۹۷–۹۸, ۲۰۰۳–۰۴, ۲۰۰۸–۰۹, ۲۰۱۱–۱۲ |
| بروسیا دورتموند     | ۵       | ۹            | ۱۹۹۴–۹۵, ۱۹۹۵–۹۶, ۲۰۰۱–۰۲, ۲۰۱۰–۱۱, ۲۰۱۱–۱۲ | ۱۹۶۵–۶۶, ۱۹۹۱–۹۲, ۲۰۱۲–۱۳, ۲۰۱۳–۱۴, ۲۰۱۵–۱۶, ۲۰۱۸–۱۹, ۲۰۱۹–۲۰, ۲۰۲۱–۲۲, ۲۰۲۲–۲۳          |
| بروسیا مونشن‌گلادباخ | ۵       | ۲            | ۱۹۶۹–۷۰, ۱۹۷۰–۷۱, ۱۹۷۴–۷۵, ۱۹۷۵–۷۶, ۱۹۷۶–۷۷ | ۱۹۷۳–۷۴, ۱۹۷۷–۷۸                                                                         |
| وردر برمن           | ۴       | ۷            | ۱۹۶۴–۶۵, ۱۹۸۷–۸۸, ۱۹۹۲–۹۳, ۲۰۰۳–۰۴ | ۱۹۶۷–۶۸, ۱۹۸۲–۸۳, ۱۹۸۴–۸۵, ۱۹۸۵–۸۶, ۱۹۹۴–۹۵, ۲۰۰۵–۰۶, ۲۰۰۷–۰۸                            |
| هامبورگ             | ۳       | ۵            | ۱۹۷۸–۷۹, ۱۹۸۱–۸۲, ۱۹۸۲–۸۳ | ۱۹۷۵–۷۶, ۱۹۷۹–۸۰, ۱۹۸۰–۸۱, ۱۹۸۳–۸۴, ۱۹۸۶–۸۷                                              |
| اشتوتگارت           | ۳       | ۲            | ۱۹۸۳–۸۴, ۱۹۹۱–۹۲, ۲۰۰۶–۰۷ | ۱۹۷۸–۷۹, ۲۰۰۲–۰۳                                                                         |
| کلن                 | ۲       | ۵            | ۱۹۶۳–۶۴, ۱۹۷۷–۷۸ | ۱۹۶۴–۶۵, ۱۹۷۲–۷۳, ۱۹۸۱–۸۲, ۱۹۸۸–۸۹, ۱۹۸۹–۹۰                                              |
| کایزرسلاوترن        | ۲       | ۱            | ۱۹۹۰–۹۱, ۱۹۹۷–۹۸ | ۱۹۹۳–۹۴                                                                                  |
| بایر لورکوزن        | ۱       | ۶            | ۲۰۲۳–۲۴ | ۱۹۹۶–۹۷, ۱۹۹۸–۹۹, ۱۹۹۹–۲۰۰۰, ۲۰۰۱–۰۲, ۲۰۱۰–۱۱, ۲۰۲۴–۲۵                                   |
| مونیخ ۱۸۶۰          | ۱       | ۱            | ۱۹۶۵–۶۶ | ۱۹۶۶–۶۷                                                                                  |
| وولفسبورگ           | ۱       | ۱            | ۲۰۰۸–۰۹ | ۲۰۱۴–۱۵                                                                                  |
| آینتراخت برانشوایگ  | ۱       | —            | ۱۹۶۶–۶۷ |                                                                                          |
| نورنبرگ             | ۱       | —            | ۱۹۶۷–۶۸ |                                                                                          |
| شالکه ۰۴            | —       | ۷            | | ۱۹۷۱–۷۲, ۱۹۷۶–۷۷, ۲۰۰۰–۰۱, ۲۰۰۴–۰۵, ۲۰۰۶–۰۷, ۲۰۰۹–۱۰, ۲۰۱۷–۱۸                            |
| لایپزیگ             | —       | ۲            | | ۲۰۱۶–۱۷, ۲۰۲۰–۲۱                                                                         |
| دویسبورگ            | —       | ۱            | | ۱۹۶۳–۶۴                                                                                  |
| آلمانیا آخن         | —       | ۱            | | ۱۹۶۸–۶۹                                                                                  |
| هرتابرلین           | —       | ۱            | | ۱۹۷۴–۷۵                                                                                  |

## سال‌شمار قهرمانان بوندس‌لیگا از ۱۹۶۳
تا تاریخ ۱۵ آوریل ۲۰۲۴
| فصل     | قهرمان             | فصل     | قهرمان        | فصل     | قهرمان          | فصل     | قهرمان          | فصل     | قهرمان       |
| ------- | ------------------ | ------- | ------------- | ------- | --------------- | ------- | --------------- | ------- | ------------ |
| ۶۴–۱۹۶۳ | کلن                | ۷۷–۱۹۷۶ | مونشن گلادباخ | ۹۰–۱۹۸۹ | بایرن مونیخ     | ۰۳–۲۰۰۲ | بایرن مونیخ     | ۱۶–۲۰۱۵ | بایرن مونیخ  |
| ۶۵–۱۹۶۴ | وردربرمن           | ۷۸–۱۹۷۷ | کلن           | ۹۱–۱۹۹۰ | کایزرسلاوترن    | ۰۴–۲۰۰۳ | وردربرمن        | ۱۷–۲۰۱۶ | بایرن مونیخ  |
| ۶۶–۱۹۶۵ | مونیخ ۱۸۶۰         | ۷۹–۱۹۷۸ | بایرن مونیخ   | ۹۲–۱۹۹۱ | اشتوتگارت       | ۰۵–۲۰۰۴ | بایرن مونیخ     | ۱۸–۲۰۱۷ | بایرن مونیخ  |
| ۶۷–۱۹۶۶ | آینتراخت برانشوایگ | ۸۰–۱۹۷۹ | هامبورگ       | ۹۳–۱۹۹۲ | وردربرمن        | ۰۶–۲۰۰۵ | بایرن مونیخ     | ۱۹–۲۰۱۸ | بایرن مونیخ  |
| ۶۸–۱۹۶۷ | نورنبرگ            | ۸۱–۱۹۸۰ | بایرن مونیخ   | ۹۴–۱۹۹۳ | بایرن مونیخ     | ۰۷–۲۰۰۶ | اشتوتگارت       | ۲۰–۲۰۱۹ | بایرن مونیخ  |
| ۶۹–۱۹۶۸ | بایرن مونیخ        | ۸۲–۱۹۸۱ | هامبورگ       | ۹۵–۱۹۹۴ | بروسیا دورتموند | ۰۸–۲۰۰۷ | بایرن مونیخ     | ۲۱–۲۰۲۰ | بایرن مونیخ  |
| ۷۰–۱۹۶۹ | مونشن گلادباخ      | ۸۳–۱۹۸۲ | هامبورگ       | ۹۶–۱۹۹۵ | بروسیا دورتموند | ۰۹–۲۰۰۸ | وولفسبورگ       | ۲۲–۲۰۲۱ | بایرن مونیخ  |
| ۷۱–۱۹۷۰ | مونشن گلادباخ      | ۸۴–۱۹۸۳ | اشتوتگارت     | ۹۷–۱۹۹۶ | بایرن مونیخ     | ۱۰–۲۰۰۹ | بایرن مونیخ     | ۲۳–۲۰۲۲ | بایرن مونیخ  |
| ۷۲–۱۹۷۱ | بایرن مونیخ        | ۸۵–۱۹۸۴ | بایرن مونیخ   | ۹۸–۱۹۹۷ | کایزرسلاوترن    | ۱۱–۲۰۱۰ | بروسیا دورتموند | ۲۴–۲۰۲۳ | بایر لورکوزن |
| ۷۳–۱۹۷۲ | بایرن مونیخ        | ۸۶–۱۹۸۵ | بایرن مونیخ   | ۹۹–۱۹۹۸ | بایرن مونیخ     | ۱۲–۲۰۱۱ | بروسیا دورتموند | ۲۵–۲۰۲۴ | بایرن مونیخ  |
| ۷۴–۱۹۷۳ | بایرن مونیخ        | ۸۷–۱۹۸۶ | بایرن مونیخ   | ۰۰–۱۹۹۹ | بایرن مونیخ     | ۱۳–۲۰۱۲ | بایرن مونیخ     | ۲۶–۲۰۲۵ |              |
| ۷۵–۱۹۷۴ | مونشن گلادباخ      | ۸۸–۱۹۸۷ | وردربرمن      | ۰۱–۲۰۰۰ | بایرن مونیخ     | ۱۴–۲۰۱۳ | بایرن مونیخ     | ۲۷–۲۰۲۶ |              |
| ۷۶–۱۹۷۵ | مونشن گلادباخ      | ۸۹–۱۹۸۸ | بایرن مونیخ   | ۰۲–۲۰۰۱ | بروسیا دورتموند | ۱۵–۲۰۱۴ | بایرن مونیخ     | ۲۸–۲۰۲۷ |              |